# Legoland Waterpark (Gardaland Resort)
A Legoland Water Park Gardaland egy vízipark Olaszországban. A Gardaland vidámparkban található, és csak a vidámparkon keresztül lehet megközelíteni. A park megnyitását eredetileg 2020-ra tervezték, de a COVID-19 járvány miatt 2021 nyarára halasztották.
A Legoland Water Park 2021 nyarán nyílt meg a Gardaland témaparkon belül.